# Gaël Givet
Gaël Givet-Viaros, född 9 oktober 1981 i Arles, är en fransk fotbollsspelare som spelar som försvarare för Arles-Avignon. Givet är en vänsterfotad mittback som även kan spela vänsterback.
Han började spela fotboll professionellt med AS Monaco FC 2000, och blev kapten för laget när Ludovic Giuly lämnade klubben för FC Barcelona. Givet stannade kvar i AS Monaco FC tills hösten 2007 då han gick vidare till Olympique de Marseille.
Givet var med i det franska laget i Världsmästerskapet i fotboll 2006, men fick inte spela några matcher.
Gaël Givet är gift och har en son, Gabriel, som föddes den 8 maj 2006.